# إيغل بوت
إيغل بوت (داكوتا الجنوبية) (بالإنجليزية: Eagle Butte, South Dakota) هي مدينة تقع في الولايات المتحدة في مقاطعة ديوي. يقدر عدد سكانها بـ 1,318 نسمة ومساحتها 3.03 كم2 وترتفع عن سطح البحر 737 متر.

## التركيبة السكانية
قام مكتب تعداد الولايات المتحدة بتحديد بيانات التركيبة السكانية لإيغل بوتفي تعداد الولايات المتحدة. في ما يلي، التركيبة السكانية حسب تعدادي 2000 و2010.

### تعداد عام 2000
بلغ عدد سكان إيغل بوت 619 نسمة بحسب تعداد عام 2000، وبلغ عدد الأسر 227 أسرة وعدد العائلات 140 عائلة مقيمة في المدينة. في حين سجلت الكثافة السكانية 675.4 نسمة لكل ميل مربع (260.8/كم2). وبلغ عدد الوحدات السكنية 262 وحدة بمتوسط كثافة قدره 285.9 نسمة لكل ميل مربع (110.4/كم2).
وتوزع التركيب العرقي للمدينة بنسبة 18.26% من البيض و 80.29% من الأمريكيين الأصليين و 1.45% من عرقين مختلطين أو أكثر.
بلغ عدد الأسر 227 أسرة كانت نسبة 43.2% منها لديها أطفال تحت سن الثامنة عشر تعيش معهم، وبلغت نسبة الأزواج القاطنين مع بعضهم البعض 29.1% من أصل المجموع الكلي للأسر، ونسبة 26.9% من الأسر كان لديها معيلات من الإناث دون وجود شريك، وكانت نسبة 37.9% من غير العائلات. تألفت نسبة 33.5% من أصل جميع الأسر من أفراد ونسبة 12.3% كانوا يعيش معهم شخص وحيد يبلغ من العمر 65 عاماً فما فوق. وبلغ متوسط حجم الأسرة المعيشية 3.49، أما متوسط حجم العائلات فبلغ 2.72.
بلغ العمر الوسطي للسكان 24 عاماً. وكانت نسبة 38.8% من القاطنين تحت سن الثامنة عشر، وكانت نسبة 12.8% بين الثامنة عشر والأربعة وعشرون عاماً، ونسبة 25.8% كانت واقعةً في الفئة العمرية ما بين الخامسة والعشرون حتى والأربعة وأربعون عاماً، ونسبة 14.1% كانت ما بين الخامسة والأربعون حتى الرابعة والستون، ونسبة 8.6% كانت ضمن فئة الخامسة والستون عاماً فما فوق. يوجد لكل 100 أنثى 93.4 ذكر، ويوجد لكل 100 أنثى في الثامنة عشر من عمرها فما فوق 77.1 ذكر.
بلغ متوسط دخل الأسرة في المدينة 18,611 دولار، أما متوسط دخل العائلة فبلغ 20,313 دولار. وكان متوسط دخل الذكور 23,125 دولار مقابل 24,167 دولار للإناث. وسجل دخل الفرد الخاص بالمدينة 9,192 دولار. وكانت نسبة 41.6% من العائلات ونسبة 47.9% من السكان تحت خط الفقر، وكان من هؤلاء نسبة 58.9% تحت سن الثامنة عشر ونسبة 21.6% في الخامسة والستين من العمر وما فوق.

### تعداد عام 2010
بلغ عدد سكان إيغل بوت 1,318 نسمة بحسب تعداد عام 2010، وبلغ عدد الأسر 384 أسرة وعدد العائلات 279 عائلة مقيمة في المدينة. في حين سجلت الكثافة السكانية 1,126.5 نسمة لكل ميل مربع (434.9/كم2). وبلغ عدد الوحدات السكنية 414 وحدة بمتوسط كثافة قدره 353.8 لكل ميل مربع (136.6/كم2).
وتوزع التركيب العرقي للمدينة بنسبة 6.8% من البيض و 89.2% من الأمريكيين الأصليين و 0.2% من الأمريكيين ذوي الأصول الآسيوية و 0.3% من الأمريكيين الأفارقة و 3.3% من عرقين مختلطين أو أكثر.
بلغ عدد الأسر 384 أسرة كانت نسبة 59.6% منها لديها أطفال تحت سن الثامنة عشر تعيش معهم، وبلغت نسبة الأزواج القاطنين مع بعضهم البعض 19.3% من أصل المجموع الكلي للأسر، ونسبة 44.5% من الأسر كان لديها معيلات من الإناث دون وجود شريك، بينما كانت نسبة 8.9% من الأسر لديها معيلون من الذكور دون وجود شريكة وكانت نسبة 27.3% من غير العائلات. تألفت نسبة 24.2% من أصل جميع الأسر من أفراد ونسبة 7.8% كانوا يعيش معهم شخص وحيد يبلغ من العمر 65 عاماً فما فوق. وبلغ متوسط حجم الأسرة المعيشية 3.90، أما متوسط حجم العائلات فبلغ 3.43.
بلغ العمر الوسطي للسكان 22.8 عاماً. وكانت نسبة 41.3% من القاطنين تحت سن الثامنة عشر، وكانت نسبة 12.1% بين الثامنة عشر والأربعة وعشرون عاماً، ونسبة 25.5% كانت واقعةً في الفئة العمرية ما بين الخامسة والعشرون حتى والأربعة وأربعون عاماً، ونسبة 16.1% كانت ما بين الخامسة والأربعون حتى الرابعة والستون، ونسبة 4.9% كانت ضمن فئة الخامسة والستون عاماً فما فوق. وتوزع التركيب الجنسي للسكان بنسبة 47.3% ذكور و52.7% إناث.